# Ајело (Салерно)
Ајело (итал. Aiello) је насеље у Италији у округу Салерно, региону Кампанија.
Према процени из 2011. у насељу је живело 67 становника. Насеље се налази на надморској висини од 157 м.